# Wilhelm Volkert
Wilhelm Volkert (* 26. Februar 1928 in München; † 1. August 2020 in Glottertal) war ein deutscher Historiker und Archivar. Von 1978 bis 1994 lehrte er bayerische Landesgeschichte an der Universität Regensburg.

## Leben und Wirken
Wilhelm Volkert wurde als viertes Kind des höheren Beamten Leonhard Volkert und seiner Frau Clara geboren und verbrachte seine ersten Lebensjahre in München. 1932 zog die Familie wegen einer Versetzung des Vaters nach Mittelfranken. Volkert besuchte die Volksschule in Lauf an der Pegnitz und das Gymnasium Carolinum in Ansbach. 1942 kehrte die Familie nach München zurück, wo Volkert das Maximiliansgymnasium besuchte. Ab Januar 1944 musste Volkert seine Schullaufbahn unterbrechen, weil er als Flakhelfer eingezogen wurde. Die letzten Kriegswochen verbrachte er in einem Lager des Reichsarbeitsdienstes in Hinterstein. Anschließend geriet er in amerikanische Kriegsgefangenschaft, die er in einem Lager bei Heilbronn und zwei Lagern in Frankreich verbrachte. Im September 1945 kehrte Volkert nach München zurück, wo er im Sommer 1946 das Abitur ablegte.
Ab dem Sommersemester 1947 studierte Volkert Geschichte, Historische Hilfswissenschaften, Rechtsgeschichte, Deutsche Philologie und Literatur sowie Geographie an der Universität München. Vom Sommersemester 1949 an arbeitete er an Max Spindlers Institut für Bayerische Geschichte. 1952 wurde Volkert an der Philosophischen Fakultät mit einer von Hans Rall angeregten Arbeit über den bayerischen Herzog Stephan II. promoviert. Von 1953 bis 1956 absolvierte er die Ausbildung für den höheren Archivdienst in Bayern und begann seine Laufbahn am Bayerischen Hauptstaatsarchiv. Im Mai 1957 wurde Volkert ans Staatsarchiv Amberg versetzt, das zu dieser Zeit von Heribert Sturm geleitet wurde. Im Dezember 1960 kehrte er an das Hauptstaatsarchiv in München zurück. Im Archivdienst stieg Volkert bis zum Archivdirektor in der Generaldirektion der Staatlichen Archive Bayerns auf. Zum 1. August 1978 wurde er als Nachfolger von Andreas Kraus zum Professor für Bayerische Landesgeschichte an der Universität Regensburg berufen. Dort wirkte er als Kollege von Dieter Albrecht, Heinz Angermeier, Kurt Reindel, Walter Torbrügge und Adolf Lippold bis zu seiner Emeritierung im September 1994. Von 1981 bis 1983 war er Dekan der Philosophischen Fakultät III. Zu seinen akademischen Schülern gehörten unter anderem Dirk Götschmann, Johannes Laschinger und Wolfgang Schmidt.
Volkert war ab 1962 Mitglied der Schwäbischen Forschungsgemeinschaft und ab 1984 Mitglied der Kommission für bayerische Landesgeschichte bei der Bayerischen Akademie der Wissenschaften, als deren Zweiter Vorsitzender er von 1994 bis 2003 fungierte.
Volkerts Forschungsschwerpunkte waren die Geschichte des Mittelalters, die Landesgeschichte des süddeutschen Raums und hierbei speziell Bayerns im Mittelalter und in der Neuzeit. Von Anbeginn gehörte Volkert zu den Mitarbeitern an Spindlers Handbuch der bayerischen Geschichte, für dessen zweiten Band er den Abschnitt Staat und Gesellschaft bis 1500 lieferte und in dessen drittem Band er die politische Geschichte von Kurpfalz, Oberpfalz und Pfalz-Neuburg bearbeitete; in der zweiten Auflage des vierten Bandes ersetzte Volkerts Beitrag über den Zeitraum von 1848 bis 1871 jenen von Hans Rall in der Erstbearbeitung. Von ihm erschien 2001 eine knappe Gesamtdarstellung der Geschichte Bayerns. Er legte eine Edition zum Rechtsbuch Kaiser Ludwigs des Bayern von 1346 vor. Dies ist nicht nur eine bedeutende Rechtsquelle des deutschen Mittelalters; es ist auch kaum ein anderer normativer Text in deutscher Sprache von ähnlicher Länge aus dem Spätmittelalter überliefert. An einer Edition des Rechtsbuchs hatte Heinz Lieberich bereits seit den 1950er Jahren gearbeitet. Größere Bekanntheit erlangte Volkert durch die Herausgabe der antisemitischen Leitartikel von Ludwig Thoma im Miesbacher Anzeiger.
Wilhelm Volkert verstarb Anfang August 2020 im Alter von 92 Jahren; seine Urne wurde am 3. September auf dem Neuen Südfriedhof in München beigesetzt.

## Schriften
Monografien
- Geschichte Bayerns (= Beck’sche Reihe, Bd. 2602, C. H. Beck Wissen). 4., ergänzte Auflage. Beck, München 2010, ISBN 978-3-406-55159-8.
- Adel bis Zunft. Ein Lexikon des Mittelalters. Beck, München 1991, ISBN 3-406-35499-8.
- Schloßarchiv Sandersdorf. Zink, München 1962 (Digitalisat).
- Kanzlei und Rat in Bayern unter Herzog Stephan II. 1331–1375. Phil. Diss. München 1952.

Edition
- Ludwig Thoma: Sämtliche Beiträge aus dem „Miesbacher Anzeiger“ 1920/21. 2. Auflage. Piper, München u. a. 1990, ISBN 3-492-03276-1.
- Das Rechtsbuch Kaiser Ludwigs des Bayern von 1346 (= Bayerische Rechtsquellen. Bd. 4). Unter Verwendung der Vorarbeiten von Walter Jaroschka und Heinz Lieberich. Beck, München 2010, ISBN 978-3-406-10659-0.

Herausgeberschaften
- Im Dienst der bayerischen Geschichte. 70 Jahre Kommission für Bayerische Landesgeschichte. 50 Jahre Institut für Bayerische Geschichte (= Schriftenreihe zur bayerischen Landesgeschichte. Bd. 111). 2. aktualisierte Auflage. Beck, München 1999, ISBN 3-406-10692-7.
- Handbuch der bayerischen Ämter, Gemeinden und Gerichte 1799–1980. Beck, München 1983, ISBN 3-406-09669-7.